# Раздолля (Ульяновська область)
Раздолля (рос. Раздолье) — селище в Базарносизганському районі Ульяновської області Російської Федерації.
Населення становить 352 особи. Входить до складу муніципального утворення Должниковське сільське поселення.

## Історія
Від 2004 року входить до складу муніципального утворення Должниковське сільське поселення.

## Населення
| 2010 |
| ---- |
| 352  |